# Sudetos

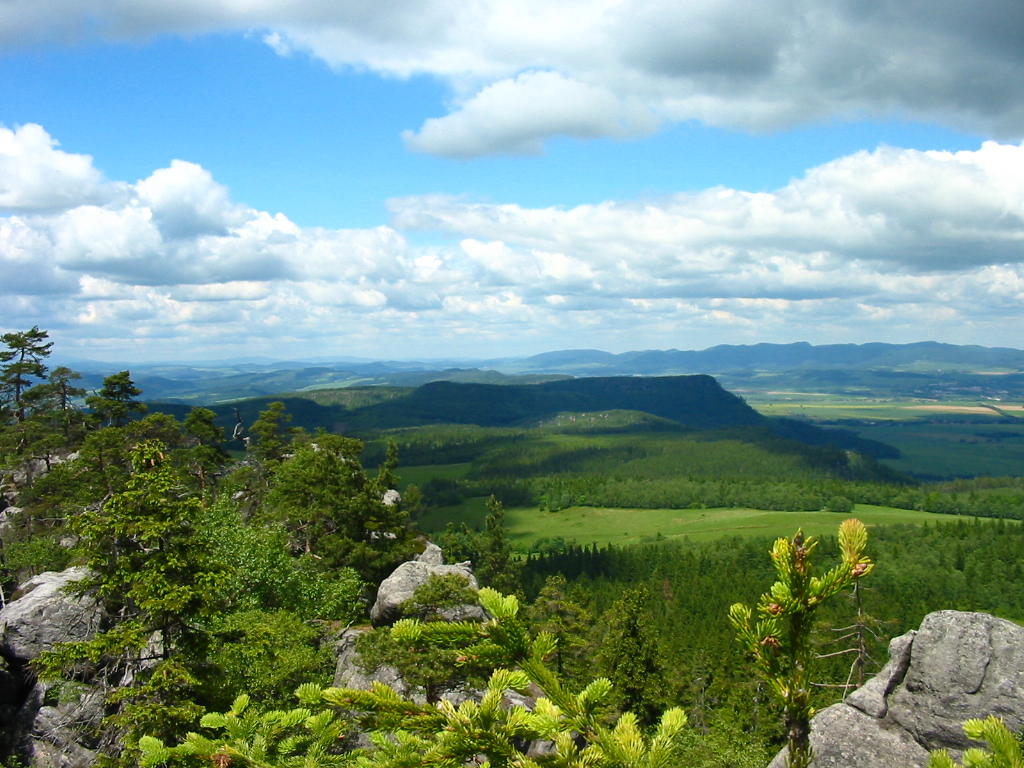
Região dos Sudetos

Sudetos ou Sudetas é uma cadeia de montanhas na fronteira entre a Chéquia, a Polônia e a Alemanha. Por metonímia, o termo designa também as populações de etnia germânica dessas regiões, conhecidos como alemães dos Sudetos.

## Geografia
A cadeia montanhosa dos Sudetos (cuja denominação remonta a Ptolomeu, por volta do ano 150) ocupa uma extensão de 320 quilômetros num eixo noroeste-sudeste, servindo de fronteira natural entre a região polonesa da Silésia e as regiões tchecas da Boêmia e da Morávia. Sua largura varia entre 30 e 45 km e seu ponto culminante atinge 1 602 metros de altitude (monte Sněžka, em tcheco; Schneekoppe em alemão; Śnieżka em polonês, na serra de nome Krkonoše, em tcheco; Riesengebirge em alemão; Karkonosze em polonês).

## População
Designa-se pela expressão sudetos alemães ou simplesmente sudetos as populações germanófonas que habitavam a Boêmia e a Morávia (respectivamente, Čechy e Morava, em checo), perfazendo algo em torno de 3,2 milhões de indivíduos, os quais representavam, no início do século XX, aproximadamente 36% da população total da Boêmia. 

## História
O nome "Sudetos" (Sudetenland em alemão; Sudety em tcheco e em polonês) não designa uma região histórica da Europa (tal como Boêmia, Morávia e Silésia), de modo que é difícil contar uma única história do local. Apenas a partir do século XX é que se tornou comum usar o termo "Sudetos" para designar as três regiões limítrofes como uma só região, por força da questão dos alemães sudetos.

### Antes e durante a Idade Média
A região era habitada por tribos celtas até que, a partir do século VI, a região passou a ser ocupada por tribos eslavas que, posteriormente, originariam os tchecos. 
Na Idade Média (séculos XII e XIII), os duques da Boêmia convidaram populações de origem germânica para a colonização dessas terras. A convivência pacífica entre os dois povos apenas era entrecortada por conflitos religiosos - não tanto étnicos.

### Geopolítica
Os sudetos fizeram parte do Sacro Império Romano-Germânico que, assim como todo o Reino da Boêmia, em 1526 caíram sob a tutela da Casa de Habsburgo. De 1815 a 1866, integraram a Liga Alemã, período durante o qual elegeram membros do parlamento que se reuniu na igreja de São Paulo (Paulskirche), em Frankfurt, em 1848.
Da Guerra Austro-prussiana até o fim da Primeira Guerra Mundial, a região fez parte do Império Austro-Húngaro. 

### Alemães dos Sudetos e o Brasil Império
No século XIX, iniciou-se a emigração tcheca ao Brasil, campanha articulada pela Imperatriz do Brasil, a Arquiduquesa do Império Austríaco Dona Leopoldina. Ao longo daquele século, milhares de famílias de alemães dos Sudetos passaram a colonizar o sul brasileiro, a exemplo a bem documentada chegada dos primeiros Lammel, família boêmia originária dos Sudetos, ao sul do Brasil.

### Entre a Primeira e a Segunda Guerra Mundial
A partir de 1919, os Sudetos passaram a fazer parte da recém-criada Checoslováquia, muito embora antes da formação do novo país os sudetos invocavam o direito à autodeterminação, pleiteando a sua reunião aos demais povos germânicos da Áustria e da Alemanha sob um só Estado. Essa aspiração levou à formação do "Partido Alemão dos Sudetos", em 1933.
Esse partido, que contava com o apoio de Hitler, tinha inicialmente um programa autonomista. Com o passar do tempo, porém, passou a defender a anexação ao Reich, no que contou com o apoio dos nazistas. De outro lado, os partidários da anexação atuaram como quinta coluna alemã, quando da invasão das tropas de Hitler. Porém, é importante ressaltar que nem todos os sudetos apoiavam o governo nazista, havendo inclusive social-democratas que foram obrigados a emigrar para Londres.
Apesar das concessões feitas pelo governo de Praga, Hitler deu um ultimato à Checoslováquia no dia 26 de setembro de 1938, tendo imposto suas pretensões na conferência européia, que resultou no Acordo de Munique, em 29 e 30 de setembro. O plebiscito previsto no acordo foi atropelado pela ocupação alemã, que ocorreu já no dia seguinte, 1º de outubro, retirando uma área de cerca de 30 mil quilômetros quadrados da Checoslováquia, sem que o Reino Unido e a França reagissem de modo efetivo.

### Pós-Segunda Guerra Mundial
Com o fim da Segunda Guerra Mundial, em 1945, a Checoslováquia recuperou o território dos Sudetos, de onde as populações germânicas foram expulsas ou exterminadas em massa, em cumprimento aos "decretos Beneš" (do nome do presidente que os assinou, Edvard Beneš). O êxodo dos Sudetos provoca, até hoje, tensões diplomáticas entre a Alemanha e a Chéquia.
A região é atualmente um destino turístico bastante procurado pelos que desejam fazer caminhadas e praticar esportes de inverno.